# Шэньчжоу-16
«Шэньчжоу-16» (кит. 神舟十六号, пиньинь Shénzhōu shíliù hào, палл. Шэньчжоу шилю хао, буквально: «Священный челн-16», англ. Shenzhou-16) — одиннадцатый пилотируемый космический корабль КНР серии «Шэньчжоу», пятая экспедиция на станцию «Тяньгун».
Запущен 30 мая 2023 года и совершил посадку 31 октября 2023 года.

## Экипаж
| Тайконавт   | должность                       | № полета | Организация |
| ----------- | ------------------------------- | -------- | ----------- |
| Цзин Хайпэн | Командир                        | 4        | CNSA        |
| Чжу Янчжу   | бортинженер                     | 1        | CNSA        |
| Гуй Хайчао  | специалист по полезной нагрузке | 1        | CNSA        |

В экипаж входят два офицера из отряда космонавтов НОАК: командир Цзин Хайпэн и бортинженер Чжу Янчжу, а также один гражданский: специалист по полезной нагрузке Гуй Хайчао (первый в истории китайской космонавтики гражданский тайконавт).
Во время миссии «Шэньчжоу-15», с 29 ноября 2022 года, корабль «Шэньчжоу-16» исполнял роль резервного, находясь в состоянии готовности к старту на случай, если бы понадобилась срочная эвакуация предыдущего экипажа.

## Полёт
Корабль запущен к орбитальной станции «Тяньгун» 30 мая 2023 года, в 9:31 по BJT (4:31 МСК, 0:31 UTC) и успешно пристыковался к станции в этот же день после 6,5-часового полёта в 16:29 BJT (11:29 MSK). С его запуском был установлен новый мировой рекорд по числу землян, одновременно находящихся на орбите — 17 человек (6 китайцев на станции «Тяньгун» и 11 человек на МКС, включая 3 россиян, 5 граждан США, 2 граждан Саудовской Аравии и 1 представителя ОАЭ).

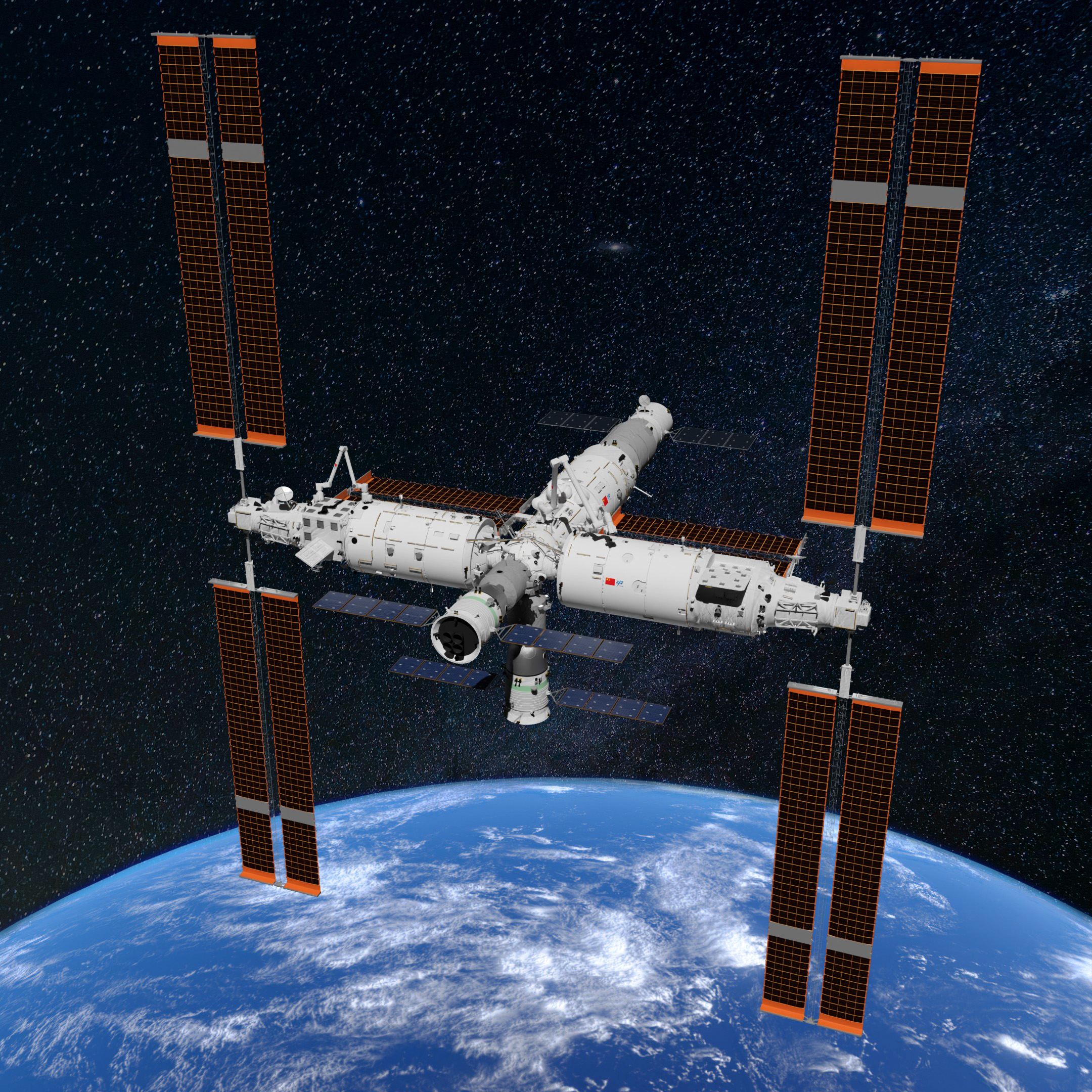
Станция «Тяньгун» в максимальной конфигурации. Вниз от центра — пилотируемый корабль «Шэньчжоу», вдаль (к корме) — модуль «Тяньхэ», c кормы и носа — грузовые корабли «Тяньчжоу».

Полёт «Шэньчжоу-16» стал пятым пилотируемым полётом к орбитальной станции «Тяньгун». Перед ним, 10 мая, к станции пристыковался грузовой корабль «Тяньчжоу-6» с грузами снабжения для «Шэньчжоу-16». Экипажу предстоит провести множество экспериментов и несколько выходов в открытый космос.
До 3 июня экипаж «Шэньчжоу-16» находился на станции одновременно с экипажем «Шэньчжоу-15», производя вторую пересменку на орбите в истории Китая.
31 октября 2023 года в 00:11 UTC корабль «Шэньчжоу-16» совершил успешную посадку в пустыне Гоби.